# Niels Pedersen Mols

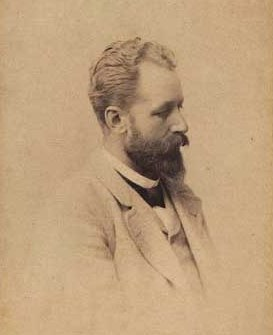
Niels Pedersen Mols

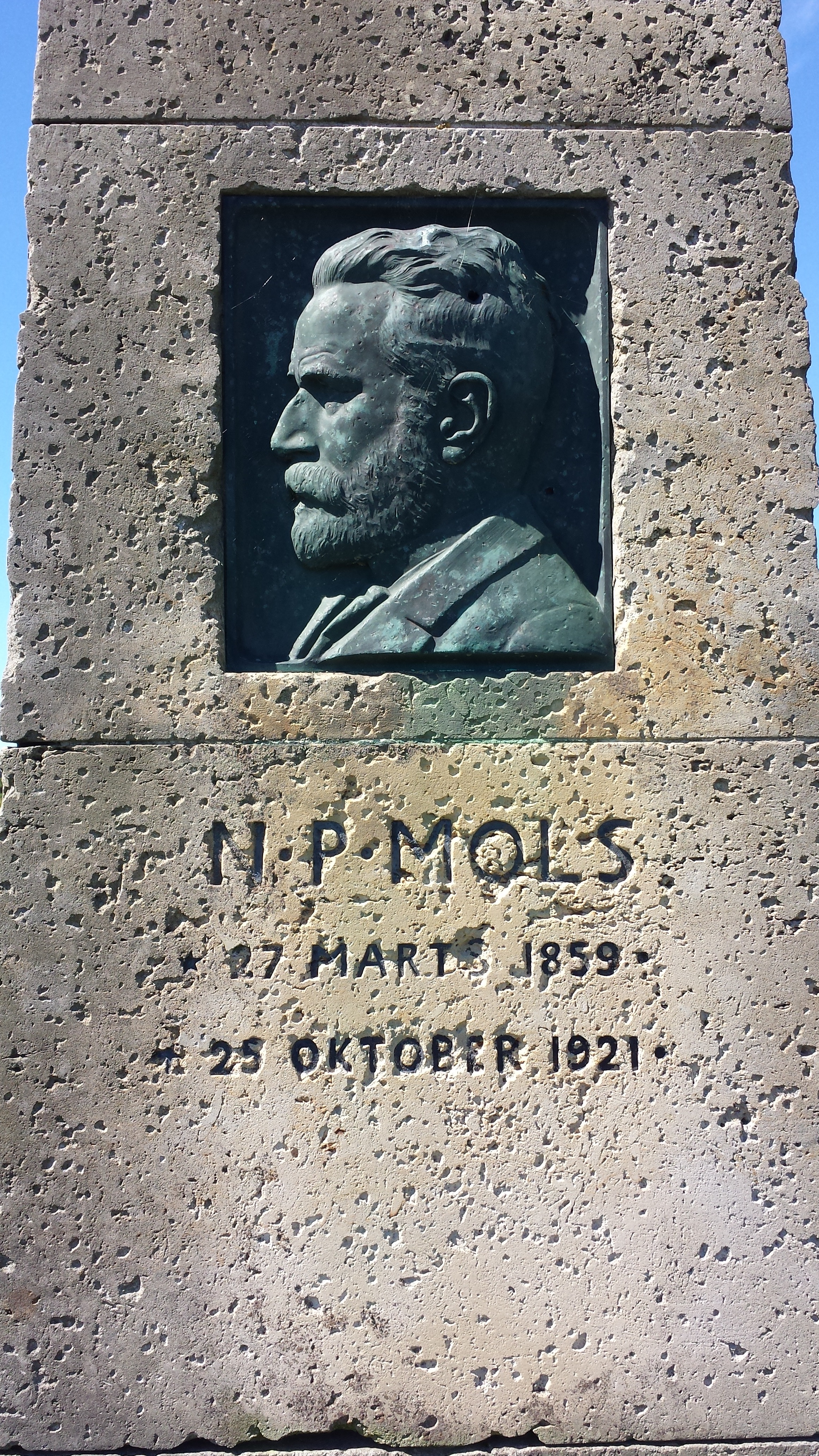
Denkmal für Niels Pedersen Mols in Søndervig

Niels Pedersen Mols, auch kurz N. P. Mols, (* 27. März 1859 in Grumstrup, Skanderborg; † 25. Oktober 1921 in Kopenhagen) war ein dänischer Tier- und Landschaftsmaler.

## Leben
Niels Pedersen Mols wurde am 27. März 1859 in Grumstrup bei Skanderborg geboren. Die Eltern Peder Nielsen Mols und Ane Karlsdatter waren arme Kleinbauern, sodass der Junge bereits im Alter von acht Jahren als Landarbeiter arbeiten musste. Er besaß jedoch bereits früh den Wunsch und die Fähigkeit zu malen. Im Alter von 15 Jahren wurde Mols Lehrling bei einem Meister in Aarhus, wo er auch ein Student der Technischen Schule war. Ab 1880 studierte er für vier Jahre an der Königlich Dänischen Kunstakademie in Kopenhagen. Seinen Lebensunterhalt verdiente er sich dabei als Maler, sodass er im Jahr 1883 in der Lage war, eine erste Reise im dänischen Inland zu machen. Dabei entstanden zwei Werke: Korbmacher und Ein Kuhstall. Seine Bilder stellte er jeden Frühling im Schloss Charlottenborg aus, sodass seine Arbeit bald Aufmerksamkeit auf sich zog. 1888 kaufte die Nationalgalerie sein Werk Rüben, auf dem ein Bauer mit seinem Sohn und einem Ochsengespann bei der Arbeit im Rübenacker zu sehen sind.
Im Jahre 1895 erhielt er für sein Werk Ein Bildhauer in seiner Werkstatt den Neuhausen-Preis. Durch öffentliche Unterstützung war er in der Lage ins Ausland zu reisen; so besuchte er im Jahr 1890 Italien; bei weiteren Ausstellungen im Ausland wurden ihm außerdem Medaillen in Paris, Chicago und Antwerpen verliehen.
Mols ist durch seine Werke auch als Tiermaler bekannt geworden.
Viele seiner Werke befinden sich heute im Statens Museum for Kunst, im ARoS Aarhus Kunstmuseum, der Hirschsprung-Sammlung, im Ribe Kunstmuseum, dem Skagens Museum und weiteren Museen.

## Werke
- 1886: Roeoptagning
- 1887: Udsigt gennem stalddør
- 1888: Klitlandskab. Ulfborg

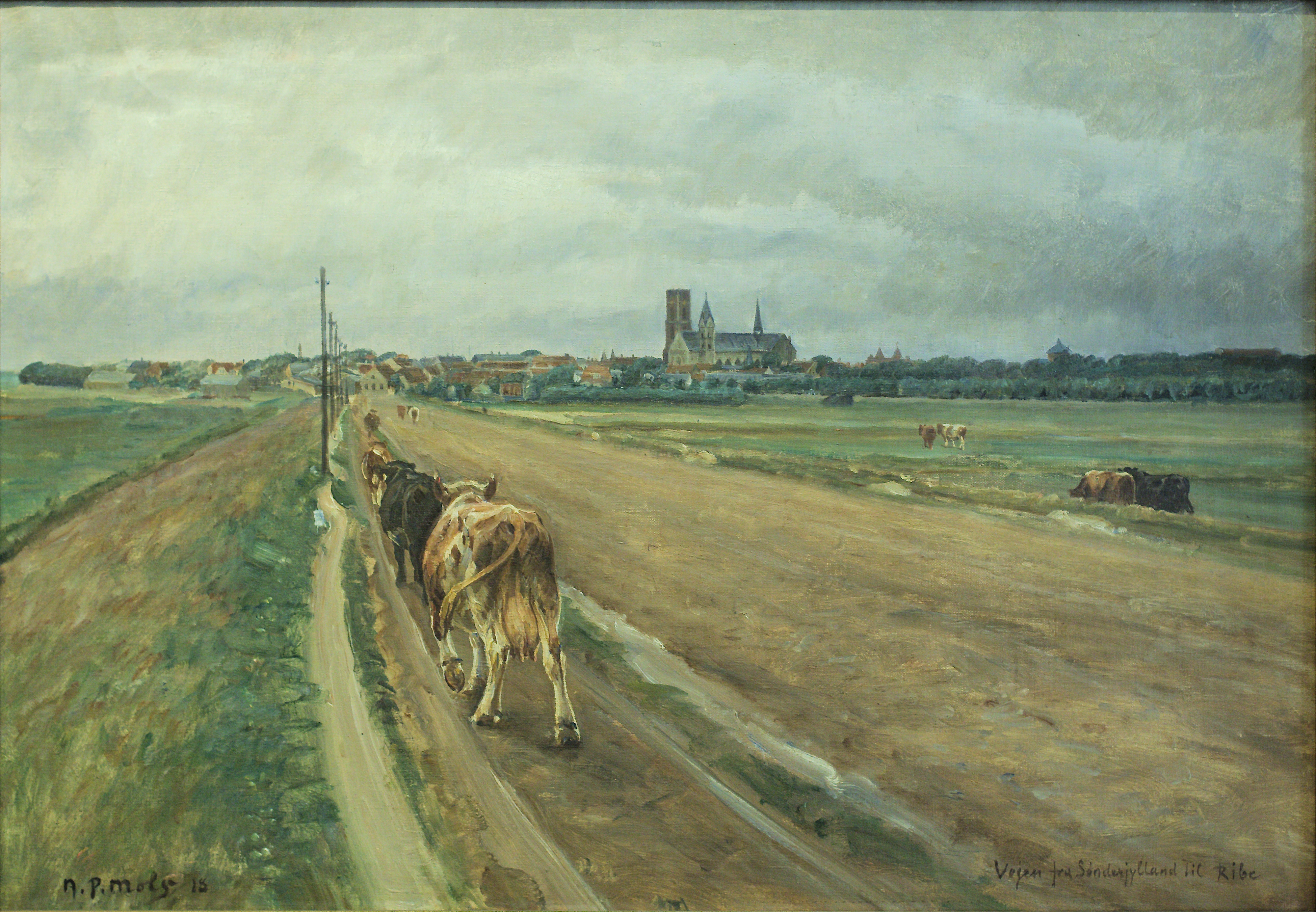
Ribe von der Straße nach Jütland aus gesehen
(dänisch: Ribe set fra vejen til Sønderjylland)

- 1889: Arbejdsheste ved Seinen. Paris
- 1889: En ko
- 1890: Portræt af fru Bertha Weis ved staffeliet
- 1892: To heste
- 1892: Fire heste
- 1892: Ulrik Plesner
- 1892: Fiskerfolk
- 1893: Mens redningsbåden er ude
- 1894: Øvelse med redningsbåden
- 1895: Gæslinger
- 1895: Redningsbåden køres ud, Kandestederne
- 1895: Efterårstræk. Vildgæs og tamme gæs
- 1897–1899: Køerne malkes. Vestjylland
- 1898: Kystboerne drager vod i landingen
- 1898: Portræt af billedhuggeren Carl Johan Bonnesen ved kavaletten
- 1909: Septemberdag ved Ringkøbing Fjord
- 1914: Køer og gæs ved et hegn. Brønid.
- 1918: Ribe set fra vejen til Sønderjylland
- Aftensol
- Færgen til Ribe Holme
- Dameportræt

## Auszeichnungen
- 1895: Neuhausen-Preis für Ein Bildhauer in seiner Werkstatt